# متحف الكويت الوطني
متحف الكويت الوطني، افتتح من قبل الشيخ عبد الله الجابر الصباح سنة 1957 وذلك في قصره بمنطقة الشرق.
و قد ضم هذا المتحف بادئ الأمر الآثار الشعبية التي تمثل البيئة الكويتية، وفي سنة 1958 أضيف إليه بعض المكتشفات الأثرية التي تم اكتشافها من قبل البعثة الدنماركية في جزيرة فيلكا بالتعاون مع موظفي المتحف، وكانت معظم هذه الآثار تعود للعصرين البرونزي واليوناني.
وفي عام 1976 تم نقل محتويات المتحف إلى أحد البيوت القديمة وهو بيت البدر، وفي عام 1983 تم افتتاح مقر المتحف في موقعه الحالي في شارع الخليج العربي.
افتتح متحف الكويت الوطني في 24 فبراير 1983 ليكون ممثلاً أو مصوراً لعادات وتقاليد وتراث أبناء الكويت، بالإضافة إلى أهميته كمؤسسة ثقافية تعكس تاريخ وحضارة هذا البلد، ويتألف مبنى المتحف الجديد من ثلاثة مباني. يضم المبنى الأول مكاتب الإدارة ومكتبة وقاعة للمحاضرات ومسرحاً ومعرضاً لآثار القديمة وومجموعة من أعمال الفنانين الكويتيين المعاصرين، ومبنى آخر خصص لخزن الآثار وصيانتها، والقبة السماوية التي تتكون من طابقين يضمان أدق الآلات وأحدث الكتب والخرائط الفلكية، كما يجري في هذه القبة عرض برامج فلكية حول الكون والظواهر الفلكية.

## أقسام المتحف
ينقسم المتحف إلى سبعة أقسام هي:
1. قسم الآثار القديمة:
حيث يتناول وجود الإنسان الأول في منطقة برقان، وعلاقات الكويت مع الحضارات القريبة منها في العصور البرونزية مثل حضارة بلاد الرافدين وحضارة السند والطرق التجارية المارة في الخليج العربي وأهمية جزيرة فيلكا الإستراتيجي بين هاتين الحضارتين، وعرض في هذا القسم أهم المكتشفات الأثرية في جزيرة فيلكا. 
ويولي المعرض عناية خاصة بالعدد الكبير والفريد من نوعه في أختام الخليج والأواني المصنوعة من حجر الاستياتيت المنقوشة، وكذلك الأدوات التي استخدمت في صناعتها على جانب العديد من الأواني الفخارية والأدوات البرونزية، علاوة على ذلك فقد عرضت بعض الآثار التي تعود للفترة الهلينستية المكتشفة في جزيرة فيلكا وأهمها حجر ايكاروس والذي عليه كتابات يونانية تشير إلى بعض التنظيمات في علاقة الجنود اليونانيين مع أهل الجزيرة وتعطيهم بعض الحقوق في الملكية الخاصة والزراعية وغيرها، كما عرضت في هذا القسم بعض التماثيل والأسرجة والنقود الفضية.
2. قسم الحياة البحرية: 
عرضت فيه الأدوات المستعملة في الغوص على اللؤلؤ إلى جانب بعض النماذج للسفن التي كانت تستعمل في الغوص والسفر.
3. قسم الحياة المدنية:
عرضت فيه الحلي وبعض الأدوات والأواني الزجاجية والمعدنية والأثاث المستعمل في البيوت وبعض الأدوات القديمة المستعملة في المدارس القديمة إلى جانب الآلات الموسيقية مثل العود والطنبورة والمراويس وغيرها.
4. قسم الحياة البدوية:
عرضت فيه الأدوات التي استعملها البدوي في بيته.
5. معرض الفنون التشكيلية:
يتناول هذا القسم الحركة الفنية التشكيلية منذ بدايتها في الكويت.
6. القبة السماوية:
وتتكون القبة من قسمين:
  1. معرض لبعض الآلات والأجهزة القديمة.
  2. قاعة لعرض النجوم والكواكب ومشاهد مختلفة من السماء وبرامج عديدة من الكواكب المحيطة.
7. مجموعة الصباح في دار الآثار الإسلامية:
إن من أبرز الروائع الفنية المعروضة، إسطرلاب من العراق مصبوب من البرونز وعليه تاريخ 315ه/927-928م, وهو من أقدم النماذج المؤرخة من نوعه. وهناك أيضاً شمعدان من البرونز أصله من بلاد الفرس ويرجح أنه قد صنع حوالي سنة 1200م، وزهرية من دمشق, وزمردة من عهد الهند تزن (234) قيراطاً.